# Hey Mama (chanson des Black Eyed Peas)
Singles de The Black Eyed Peas
Shut Up
(2004) Let's Get It Started
(2004)
Hey Mama est une chanson du groupe américain The Black Eyed Peas extraite de leur troisième album studio Elephunk. Le titre est sorti en tant que troisième single de l'album le 12 janvier 2004. La chanson a été écrite par William Adams, Anthony Henry et produite par will.i.am.

## Classement hebdomadaire
| Classement (2004)                       | Meilleure position |
| --------------------------------------- | ------------------ |
| Allemagne (Media Control AG)            | 5                  |
| Australie (ARIA)                        | 4                  |
| Autriche (Ö3 Austria Top 40)            | 4                  |
| Belgique (Flandre Ultratop 50 Singles)  | 6                  |
| Belgique (Wallonie Ultratop 50 Singles) | 25                 |
| Danemark (Tracklisten)                  | 8                  |
| États-Unis (Hot 100)                    | 23                 |
| États-Unis (Pop Airplay)                | 8                  |
| France (SNEP)                           | 18                 |
| Finlande (Suomen virallinen lista)      | 14                 |
| Hongrie (Single Top 40)                 | 5                  |
| Irlande (IRMA)                          | 5                  |
| Italie (FIMI)                           | 8                  |
| Nouvelle-Zélande (RMNZ)                 | 4                  |
| Norvège (VG-lista)                      | 6                  |
| Pays-Bas (Nederlandse Top 40)           | 5                  |
| Royaume-Uni (UK Singles Chart)          | 6                  |
| Suisse (Schweizer Hitparade)            | 3                  |